# Município de Prairie (condado de Holmes, Ohio)
O município de Prairie (em inglês: Prairie Township) é um município localizado no condado de Holmes no estado estadounidense de Ohio. No ano de 2010 tinha uma população de 3.133 habitantes e uma densidade populacional de 39,42 pessoas por km².

## Geografia
O município de Prairie encontra-se localizado nas coordenadas 40° 37′ 47″ N, 81° 56′ 07″ O. Segundo a Departamento do Censo dos Estados Unidos, o município tem uma superfície total de 79.48 km², da qual 79,4 km² correspondem a terra firme e (0,09 %) 0,08 km² é água.

## Demografia
Segundo o censo de 2010, tinha 3.133 habitantes residindo no município de Prairie. A densidade populacional era de 39,42 hab./km². Dos 3.133 habitantes, o município de Prairie estava composto pelo 98,88 % brancos, o 0,32 % eram afroamericanos, o 0,1 % eram asiáticos, o 0,13 % eram insulares do Pacífico, o 0,22 % eram de outras raças e o 0,35 % eram de uma mistura de raças. Do total da população o 0,89 % eram hispanos ou latinos de qualquer raça.